# Episodi di Soko 5113 (quarantaquattresima stagione)
La quarantaquattresima stagione della serie televisiva Soko 5113 è stata trasmessa in anteprima in Germania dalla ZDF tra il 5 novembre 2018 e il 15 aprile 2019.
| nº | Titolo originale                 | Titolo italiano | Prima TV Germania | Prima TV Italia |
| -- | -------------------------------- | --------------- | ----------------- | --------------- |
| 1  | Tod im Schweinestall             |                 | 5 novembre 2018   |                 |
| 2  | So wie du bist                   |                 | 12 novembre 2018  |                 |
| 3  | Fünf Minuten                     |                 | 19 novembre 2018  |                 |
| 4  | Rabaukenhaus                     |                 | 26 novembre 2018  |                 |
| 5  | Tod unter Brücken                |                 | 3 dicembre 2018   |                 |
| 6  | Feuerland                        |                 | 10 dicembre 2018  |                 |
| 7  | Schärfer als die Polizei erlaubt |                 | 17 dicembre 2018  |                 |
| 8  | Muki                             |                 | 7 gennaio 2019    |                 |
| 9  | Unter Männern                    |                 | 14 gennaio 2019   |                 |
| 10 | Machtverhältnisse                |                 | 21 gennaio 2019   |                 |
| 11 | Tödlicher Irrtum                 |                 | 28 gennaio 2019   |                 |
| 12 | Verkaufte Liebe                  |                 | 4 febbraio 2019   |                 |
| 13 | Stille Liebe                     |                 | 11 febbraio 2019  |                 |
| 14 | Überleben                        |                 | 18 febbraio 2019  |                 |
| 15 | Fischerstechen                   |                 | 25 febbraio 2019  |                 |
| 16 | Der Mann ohne Gewissen           |                 | 4 marzo 2019      |                 |
| 17 | Der amerikanische Freund         |                 | 11 marzo 2019     |                 |
| 18 | Wer anderen eine Grube gräbt     |                 | 18 marzo 2019     |                 |
| 19 | Recht und Gerechtigkeit          |                 | 25 marzo 2019     |                 |
| 20 | Tippgemeinschaft                 |                 | 1º aprile 2019    |                 |
| 21 | Madonna von Gaming               |                 | 8 aprile 2019     |                 |
| 22 | Isegrim                          |                 | 15 aprile 2019    |                 |